# Баітсі
Баітсі (колишня назва - Баіті) — округ у тихоокеанській країні Науру.     

## Географія
Розташований у північно-західній частині острова, займає площу 1,2   км² і має населення 513 (2011).     